# Kékhomlokú amazon
A kékhomlokú amazon (Amazona aestiva) a madarak osztályának papagájalakúak (Psittaciformes)  rendjébe és a papagájfélék (Psittacidae) családjába és az araformák (Arinae) alcsaládjába tartozó faj.

## Előfordulása
Brazília, Bolívia Paraguay és Argentína területén honos. Folyó melletti erdők, szavannák lakója.

## Megjelenése
Magassága 37 centiméter. Testének nagy része zöld, homlokán a csőréig kék csík húzódik. Feje egy része, szárnyhajlata és farka vége sárga.
|  |

## Életmódja
Kisebb csapatokban, a lombkorona szinten, magokkal, gyümölcsökkel, és virágokkal táplálkozik. Mezőgazdasági területen károkat okozhat.

## Szaporodása

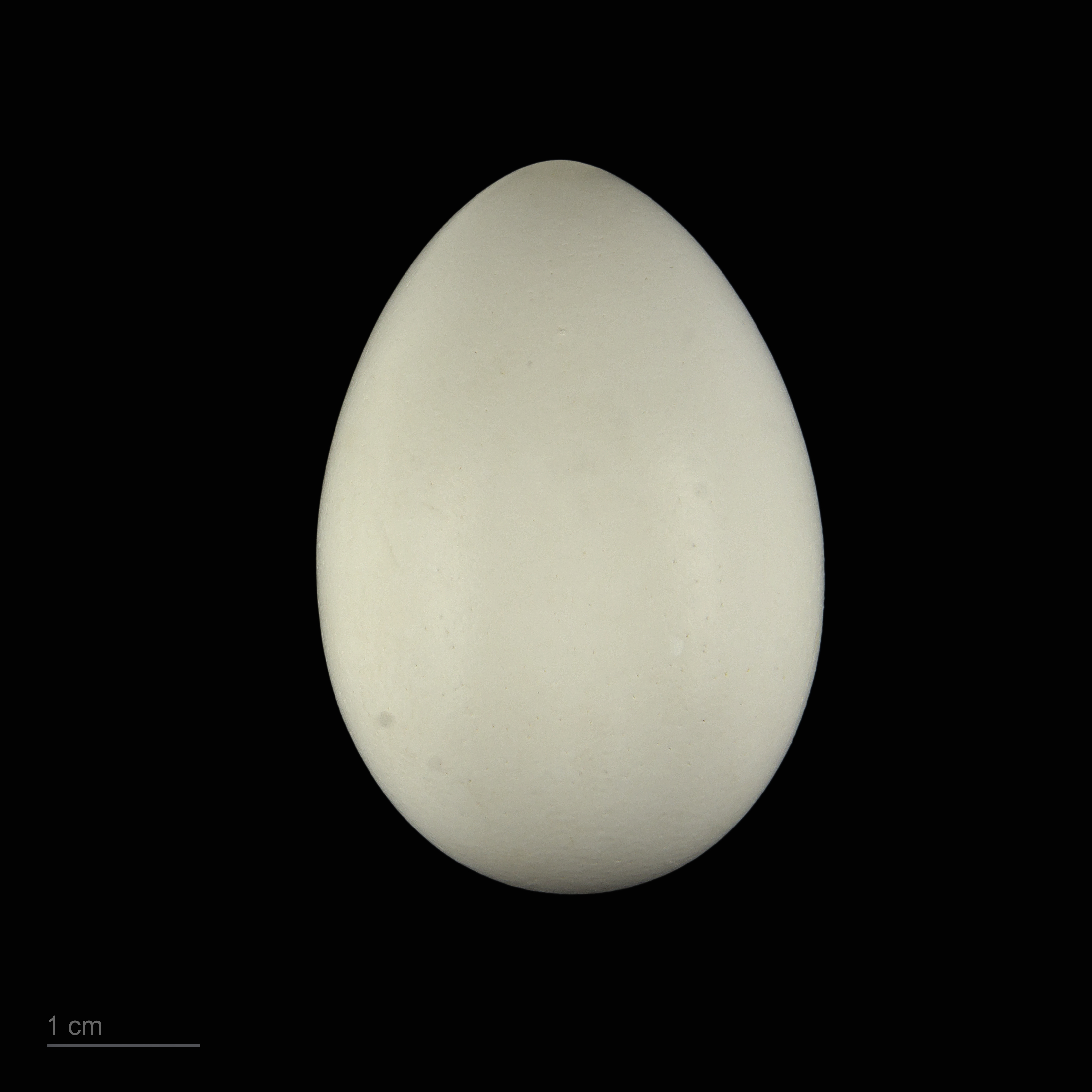
Amazona aestiva tojása

Költési időszaka október és március közé tehető, fák odvaiba fészkel. Fészekalja 3-5 tojásból áll, melyen a tojó 26 napig kotlik. A fiókák kirepülési ideje 60 nap.